# 伊格勒斯峰
伊格勒斯峰（英語：Egress Peak）是南極洲的山峰，位於奧次地，海拔高度1,690米，屬於邱吉爾山脈的一部分，由美國南極名稱諮詢委員會命名，現時由南極條約體系管理。